# Decs
Decs là một làng thuộc hạt Tolna, Hungary. Làng này có diện tích 94,68 km², dân số năm 2010 là 4119 người, mật độ 44 người/km².